# Vladimir Favorskij
Vladimir Andreevič Favorskij (Mosca, 1886 – 1964) è stato un incisore e illustratore russo.
Fu artista del popolo dell'URSS dal 1963 e membro permanente dell'Accademia sovietica delle Arti dal 1962.
Favorskij illustrò opere di Dante Alighieri, Shakespeare e Anatole France.